# نادي ميشكوف برست لكرة اليد
نادي ميشكوف برست لكرة اليد هو نادي كرة يد في بيلاروسيا تأسس في سنة 2002 يقع مقره في برست. ينافس حاليا في دوري روسيا البيضاء لكرة اليد، دوري الجنوب الشرقي لكرة اليد ودوري أبطال أوروبا لكرة اليد. فاز بدوري بلاده في 2004، 2005، 2006، 2007، 2008، 2014، 2015، 2016.